# Clea DuVall
Clea Helen D'Etienne DuVall (Los Ángeles, California, 25 de septiembre de 1977) es una actriz estadounidense, conocida por sus interpretaciones en películas fuera de la cultura comercial.
DuVall nació en Los Ángeles, California, Estados Unidos. Es hija única de Rosemary Hatch y Stephen DuVall. Sus padres se divorciaron cuando tenía doce años. Después de que su madre se casara por segunda vez, DuVall dejó el instituto y se mudó a su propio apartamento.
Le gustaban las películas y los programas de televisión y memorizaba escenas enteras. Así, DuVall decidió que quería ser actriz y se inscribió en el High School of the Arts de Los Ángeles County. Mientras tanto, trabajaba para pagar sus propios gastos.
Pese a compartir el mismo apellido, DuVall no es familia de los actores Robert Duvall o Shelley Duvall.

## Trayectoria profesional

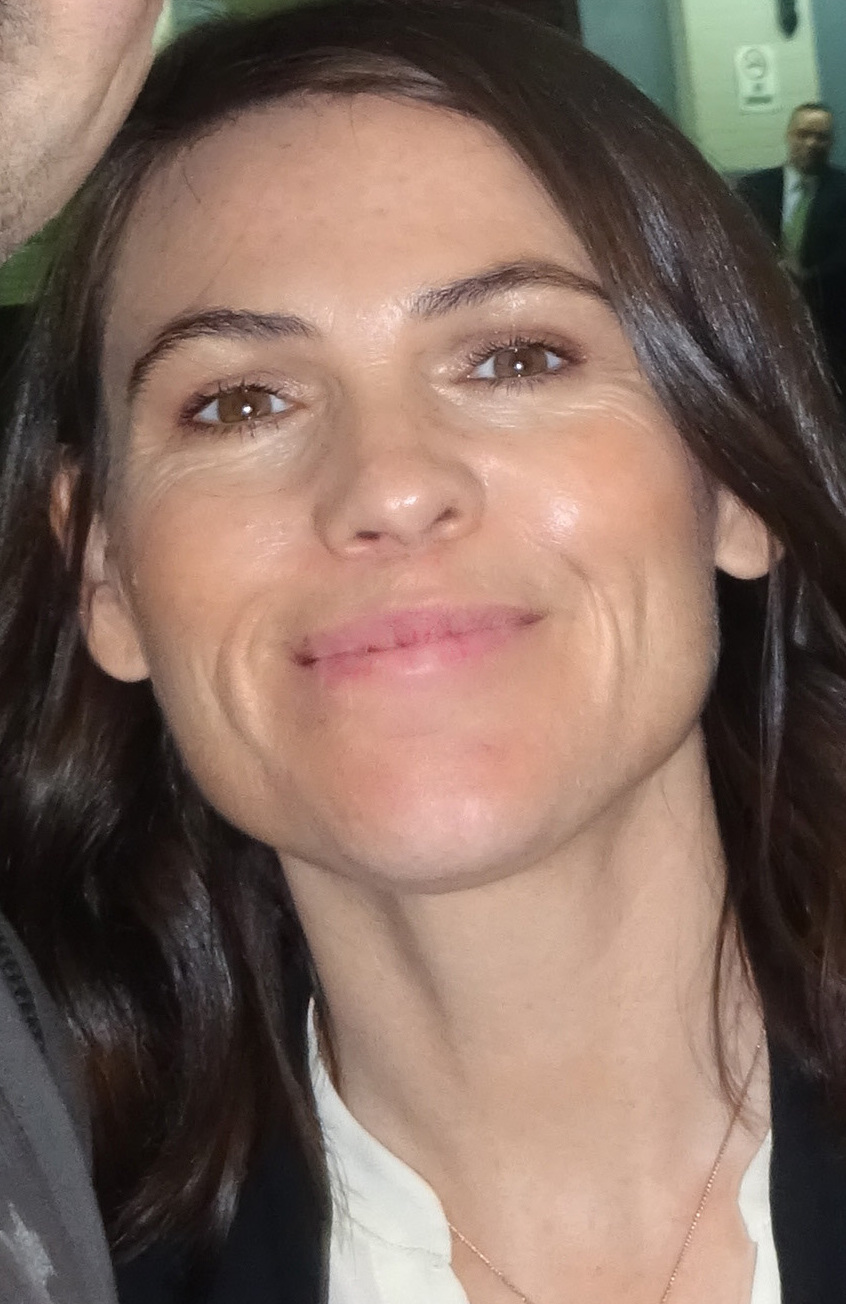
Clea DuVall (2016)

Antes de su debut en Little Witches, trabajó en una cafetería. Se dio a conocer definitivamente con The Faculty, de Robert Rodriguez (1998), junto a Elijah Wood y Josh Hartnett. A ese papel le siguieron otros en Inocencia interrumpida, The Astronaut's Wife, She's All That, But I'm a Cheerleader, Fantasmas de Marte y Thirteen Conversations About One Thing.
Tras su aparición en The Laramie Project, Identidad y la nominada al Oscar 21 gramos, DuVall realizó un papel protagonista en la serie de HBO Carnivàle, ganadora de un premio Emmy, que fue producida de 2003 a 2005. Durante este tiempo, también hizo un papel principal en Helter Skelter (por el que consiguió una nominación a los Satellite Awards) y en The Grudge, de Sam Raimi, junto a Sarah Michelle Gellar.
Sus últimos proyectos han sido las películas Itty Bitty Titty Committee y Zodiac de David Fincher. También ha interpretado a un personaje recurrente en la serie de televisión Héroes; y se la ha visto junto a Anne Hathaway en Passengers, de Rodrigo García.
DuVall también ha aparecido en el cortometraje It's Not Easy Being Green con las actrices Leisha Hailey y Carla Gallo.

## Filmografía

### Películas
| Año  | Título                                 | Personaje                 | Notas             |
| ---- | -------------------------------------- | ------------------------- | ----------------- |
| 1996 | Little Witches                         | Kelsy                     |                   |
| 1997 | On the Edge of Innocence               | Ann                       |                   |
| 1997 | Life During Wartime                    | Suzy                      |                   |
| 1997 | Niagara, Niagara                       | Convenience Store Clerk   |                   |
| 1998 | How to Make the Cruelest Month         | Bell Bryant               |                   |
| 1998 | Girl                                   | Gillian                   |                   |
| 1998 | Can't Hardly Wait                      | Jana                      |                   |
| 1998 | The Faculty                            | Stokely "Stokes" Mitchell |                   |
| 1999 | A Slipping-Down Life                   | Enfermera                 |                   |
| 1999 | She's All That                         | Misty                     |                   |
| 1999 | Wildflowers                            | Cally                     |                   |
| 1999 | Sleeping Beauties                      | Clea                      |                   |
| 1999 | The Astronaut's Wife                   | Nan                       |                   |
| 1999 | But I'm a Cheerleader                  | Graham Eaton              |                   |
| 1999 | Girl, Interrupted                      | Georgina Tuskin           |                   |
| 2000 | Committed                              | Mimi                      |                   |
| 2000 | Bear to the Right                      | Camarera                  |                   |
| 2001 | See Jane Run                           | Jane Whittaker            |                   |
| 2001 | Ghosts of Mars                         | Bashira Kincaid           |                   |
| 2001 | Thirteen Conversations About One Thing | Beatrice "Bea"            |                   |
| 2001 | How to Make a Monster                  | Laura                     |                   |
| 2002 | The Laramie Project                    | Amanda Gronich            |                   |
| 2002 | The Slaughter Rule                     | Skyla                     |                   |
| 2003 | Identidad                              | Ginny                     |                   |
| 2003 | 21 gramos                              | Claudia                   |                   |
| 2004 | Helter Skelter                         | Linda Kasabian            |                   |
| 2004 | The Grudge                             | Jennifer Williams         |                   |
| 2005 | Two Weeks                              | Katrina                   |                   |
| 2005 | Fathers and Sons                       | Laura                     | Rol no acreditado |
| 2006 | Champions                              | Billy                     |                   |
| 2007 | Zodiac                                 | Linda del Buono           |                   |
| 2007 | Ten Inch Hero                          | Jen                       |                   |
| 2007 | Itty Bitty Titty Committee             | Canta en un concierto     |                   |
| 2007 | Anamorph                               | Sandy                     |                   |
| 2008 | Passengers                             | Shannon                   |                   |
| 2009 | The Killing Room                       | Kerry Isalano             |                   |
| 2010 | Conviction                             | Brenda                    |                   |
| 2011 | And Baby Will Fall                     | Melinda White             | Telefilm          |
| 2012 | Argo                                   | Cora Lijek                |                   |
| 2014 | Lizzie Borden: Took an Ax              | Emma Borden               | Telefilm          |

### Televisión
| Año           | Título                            | Personaje               | Notas                                                          |
| ------------- | --------------------------------- | ----------------------- | -------------------------------------------------------------- |
| 1996          | Dangerous Minds                   | Nina                    | 1 episodio                                                     |
| 1997          | ER                                | Katie Reed              | en 2 episodios                                                 |
| 1997          | Crisis Center                     | Teen                    | en 1 episodio                                                  |
| 1997          | Buffy la cazavampiros             | Marcie Ross             | en 1 episodio                                                  |
| 1997          | The Defenders: Payback            | Jessica Lane            | Telefilm                                                       |
| 2000          | Popular                           | Wanda Rickets           | en 2 episodios                                                 |
| 2001          | The Fugitive                      | Lynette Hennessy        | en 2 episodios                                                 |
| 2003-2005     | Carnivàle                         | Sofie Agnesh Bojakshiya | en 21 episodios                                                |
| 2005          | CSI: Crime Scene Investigation    | Abigail Spencer         | en 1 episodio                                                  |
| 2006          | Héroes                            | Agente Audrey Hanson    | en 7 episodios                                                 |
| 2008          | The Watch                         | Cassie                  | Made-for-TV Movie on LMN                                       |
| 2008          | Grey's Anatomy                    | Jennifer                | Episodios: "Piece of My Heart" and "Where the Wild Things Are" |
| 2008          | Law & Order: Special Victims Unit | Mia Latimer             | Episodio: "Persona"                                            |
| 2009          | Virtuality                        | Sue Parsons             |                                                                |
| 2009          | Saving Grace                      | Maura                   | Episodio: "Looks Like a Lesbian Attack to Me"                  |
| 2009          | Lie to Me                         | Michelle Russell        | Episodio: "Blinded"                                            |
| 2010          | Private Practice                  | Natasha                 | Episodio: "Fear of Flying"                                     |
| 2010          | Bones                             | McKenna Grant           | Episodio: "The Bones on the Blue Line"                         |
| 2010          | Numb3rs                           | Melanie Bailey          | Episodio: "Devil Girl"                                         |
| 2010          | Law & Order                       | Amanda Green            | Episodio: "The Taxman Cometh"                                  |
| 2010–11       | The Event                         | Maya                    | 3 episodios                                                    |
| 2011          | CSI: Miami                        | Lyla Moore              | Episodio: "About Face"                                         |
| 2011          | And Baby Will Fall                | Melinda White           | Telefilm                                                       |
| 2012          | American Horror Story: Asylum     | Wendy Peyser            | 5 episodios                                                    |
| 2015-presente | Better Call Saul                  | Dr. Cruz                | 3 episodios                                                    |
| 2015          | The Lizzie Borden Chronicles      | Emma Borden             | Elenco principal                                               |
| 2018          | El cuento de la criada            | Sylvia                  | Personaje secundario                                           |

## Premios

### Premios ganados
| Año  | Título                              | Personaje                                                            | Notas                                  | Resultado  |
| ---- | ----------------------------------- | -------------------------------------------------------------------- | -------------------------------------- | ---------- |
| 1999 | Blockbuster Entertainment Awards    | Favorite Female Newcomer                                             | The Faculty                            | Nominación |
| 2003 | Florida Film Critics Circle Awards  | Best Ensemble Acting                                                 | Thirteen Conversations About One Thing | Ganador    |
| 2004 | Phoenix Film Critics Society Awards | Best Ensemble Acting                                                 | 21 gramos                              | Ganador    |
| 2005 | Satellite Awards                    | Best Actress in a Miniseries or a Motion Picture Made for Television | Helter Skelter                         | Nominación |